# The Astro-Zombies
The Astro-Zombies è un  film del 1968, diretto da Ted V. Mikels. È una storia di ambientazione fantascientifica. Al film ne sono seguiti due, uno nel 2002 ("Mark of the Astro-Zombies", rifacimento del primo) e uno uscito nel 2010, "Astro Zombies: M3 - Cloned".

## Trama
Uno scienziato folle vuole creare una razza superiore, e a suon di esperimenti crea gli Astro-Zombie. Al progetto si interessano sia vari paesi antagonisti degli USA, sia gli statunitensi stessi.